# Mark Kratzmann
Mark Kratzmann (Murgon, 17 mei 1966) is een voormalig tennisspeler uit Australië, die tussen 1984 en 1996 actief was in het professionele circuit.
Kratzmann was vooral succesvol in het herendubbeltennis waarin hij achttien ATP-toernooien op zijn naam schreef en in nog eens twaalf finales stond.
Mark is de oudere broer van Andrew Kratzmann.

## Finales

### Dubbelspel
| Nr.                           | Datum            | Toernooi              | Ondergrond    | Partner           | Tegenstanders in finale        | Score         | Details |
| ----------------------------- | ---------------- | --------------------- | ------------- | ----------------- | ------------------------------ | ------------- | ------- |
| Gewonnen finales heren dubbel |                  |                       |               |                   |                                |               |         |
| 1.                            | 24 augustus 1986 | ATP Cincinnati        | Hardcourt     | Kim Warwick       | Christo Steyn Danie Visser     | 6–3, 6–4      | Details |
| 2.                            | 18 oktober 1987  | ATP Sydney (indoor)   | Hardcourt (i) | Darren Cahill     | Boris Becker Robert Seguso     | 6–3, 6–2      | Details |
| 3.                            | 1 november 1987  | ATP Hong Kong         | Hardcourt     | Jim Pugh          | Martin Davis Brad Drewett      | 6–7, 6–4, 6–2 | Details |
| 4.                            | 3 januari 1988   | ATP Adelaide          | Hardcourt     | Darren Cahill     | Carl Limberger Mark Woodforde  | 4–6, 6–2, 7–5 | Details |
| 5.                            | 10 januari 1988  | ATP Sydney            | Hardcourt     | Darren Cahill     | Joey Rive Bud Schultz          | 7–6, 6–4      | Details |
| 6.                            | 18 juni 1989     | ATP Londen            | Gras          | Darren Cahill     | Tim Pawsat Laurie Warder       | 7–6, 6–3      | Details |
| 7.                            | 6 augustus 1989  | ATP Stratton Mountain | Hardcourt     | Wally Masur       | Pieter Aldrich Danie Visser    | 6–3, 4–6, 7–6 | Details |
| 8.                            | 8 oktober 1989   | ATP Brisbane          | Hardcourt     | Darren Cahill     | Broderick Dyke Simon Youl      | 6–4, 5–7, 6–0 | Details |
| 9.                            | 14 januari 1990  | ATP Sydney            | Hardcourt     | Pat Cash          | Pieter Aldrich Danie Visser    | 6–4, 7–5      | Details |
| 10.                           | 4 maart 1990     | ATP Memphis           | Hardcourt (i) | Darren Cahill     | Udo Riglewski Michael Stich    | 7–5, 6–2      | Details |
| 11.                           | 15 april 1990    | ATP Tokio             | Hardcourt     | Wally Masur       | Kent Kinnear Brad Pearce       | 3–6, 6–3, 6–4 | Details |
| 12.                           | 6 mei 1990       | ATP Singapore         | Hardcourt     | Jason Stoltenberg | Brad Drewett Todd Woodbridge   | 6–1, 6–0      | Details |
| 13.                           | 24 juni 1990     | ATP Manchester        | Gras          | Jason Stoltenberg | Nick Brown Kelly Jones         | 6–3, 2–6, 6–4 | Details |
| 14.                           | 15 juli 1990     | ATP Newport           | Gras          | Darren Cahill     | Todd Nelson Bryan Shelton      | 7-6, 6-2      | Details |
| 15.                           | 12 augustus 1990 | ATP Cincinnati        | Hardcourt     | Darren Cahill     | Neil Broad Gary Muller         | 7-6, 6-2      | Details |
| 16.                           | 14 februari 1993 | ATP Milaan            | Tapijt (i)    | Wally Masur       | Tom Nijssen Cyril Suk          | 4–6, 6–3, 6–4 | Details |
| 17.                           | 21 februari 1993 | ATP Stuttgart         | Tapijt (i)    | Wally Masur       | Steve DeVries David Macpherson | 6–3, 7–6      | Details |
| 18.                           | 9 januari 1994   | ATP Adelaide          | Hardcourt     | Andrew Kratzmann  | David Adams Byron Black        | 6–4, 6–3      | Details |
| Verloren finales heren dubbel |                  |                       |               |                   |                                |               |         |
| 1.                            | 15 juni 1986     | ATP Londen            | Gras          | Darren Cahill     | Kevin Curren Guy Forget        | 2–6, 6–7      | Details |
| 2.                            | 2 november 1986  | ATP Hong Kong         | Hardcourt     | Pat Cash          | Mike De Palmer Gary Donnelly   | 6–7, 7–6, 5–7 | Details |
| 3.                            | 8 januari 1989   | ATP Adelaide          | Hardcourt     | Glenn Layendecker | Neil Broad Stefan Kruger       | 2–6, 6–7      | Details |
| 4.                            | 28 januari 1989  | Australian Open       | Hardcourt     | Darren Cahill     | Rick Leach Jim Pugh            | 4–6, 4–6, 4–6 | Details |
| 5.                            | 15 oktober 1989  | ATP Sydney Indoor     | Hardcourt (i) | Darren Cahill     | David Pate Scott Warner        | 3–6, 7–6, 5–7 | Details |
| 6.                            | 4 november 1990  | Parijs                | Tapijt (i)    | Darren Cahill     | Scott Davis David Pate         | 7–5, 3–6, 4–6 | Details |
| 7.                            | 13 januari 1991  | ATP Sydney            | Hardcourt     | Darren Cahill     | Scott Davis David Pate         | 6–3, 3–6, 2–6 | Details |
| 8.                            | 5 januari 1992   | ATP Adelaide          | Hardcourt     | Jason Stoltenberg | Goran Ivanišević Marc Rosset   | 6–7, 6–7      | Details |
| 9.                            | 17 mei 1992      | ATP Rome              | Gravel        | Wayne Ferreira    | Jakob Hlasek Marc Rosset       | 4–6, 6–3, 1–6 | Details |
| 10.                           | 16 mei 1993      | ATP Rome              | Gravel        | Wayne Ferreira    | Jacco Eltingh Paul Haarhuis    | 4–6, 6–7      | Details |
| 11.                           | 16 januari 1994  | ATP Sydney            | Hardcourt     | Laurie Warder     | Darren Cahill Sandon Stolle    | 1–6, 6–7      | Details |
| 12.                           | 14 augustus 1994 | ATP Cincinnati        | Hardcourt     | Wayne Ferreira    | Alex O'Brien Sandon Stolle     | 7–6, 3–6, 2–6 | Details |

## Prestatietabel
| Legenda | Legenda                          |
| ------- | -------------------------------- |
| g.t.    | geen toernooi gehouden           |
| l.c.    | lagere categorie                 |
| –       | niet deelgenomen                 |
| G       | uitgeschakeld in de groepsfase   |
| 1R      | uitgeschakeld in de eerste ronde |
| 2R      | uitgeschakeld in de tweede ronde |
| 3R      | uitgeschakeld in de derde ronde  |
| 4R      | uitgeschakeld in de vierde ronde |
| KF      | uitgeschakeld in de kwartfinale  |
| HF      | uitgeschakeld in de halve finale |
| F       | de finale verloren               |
| W       | het toernooi gewonnen            |
| w-v     | winst/verlies-balans             |

### Prestatietabel grand slam, enkelspel
| Toernooi        | 1982 | 1983 | 1984 | 1985 | 1986 | 1987 | 1988 | 1989 | 1990 | 1991 |
| --------------- | ---- | ---- | ---- | ---- | ---- | ---- | ---- | ---- | ---- | ---- |
| Australian Open | 1R   | 2R   | 1R   | –    | –    | 4R   | 3R   | 2R   | 1R   | 1R   |
| Roland Garros   | –    | –    | 1R   | –    | 1R   | 1R   | –    | 1R   | 1R   | –    |
| Wimbledon       | –    | –    | 2R   | –    | 3R   | –    | –    | 2R   | 3R   | 1R   |
| US Open         | –    | –    | –    | –    | 1R   | –    | –    | 1R   | 2R   | –    |

### Prestatietabel grand slam, dubbelspel
| Toernooi        | 1982 | 1983 | 1984 | 1985 | 1986 | 1987 | 1988 | 1989 | 1990 | 1991 | 1992 | 1993 | 1994 | 1995 | 1996 |
| --------------- | ---- | ---- | ---- | ---- | ---- | ---- | ---- | ---- | ---- | ---- | ---- | ---- | ---- | ---- | ---- |
| Australian Open | 1R   | 2R   | 2R   | 1R   | –    | KF   | 3R   | F    | KF   | 3R   | 2R   | HF   | 3R   | 2R   | –    |
| Roland Garros   | –    | –    | 2R   | 2R   | 2R   | 3R   | –    | 1R   | 1R   | 2R   | HF   | KF   | 2R   | –    | –    |
| Wimbledon       | –    | –    | 1R   | 1R   | 2R   | KF   | –    | KF   | 1R   | 3R   | KF   | 2R   | 1R   | –    | 1R   |
| US Open         | –    | –    | 1R   | –    | 1R   | 1R   | –    | KF   | 1R   | 1R   | 2R   | 2R   | 1R   | –    | –    |